# Goggerwenig
Goggerwenig ist eine Ortschaft in der Gemeinde St. Georgen am Längsee im Bezirk Sankt Veit an der Glan in Kärnten (Österreich). Die Ortschaft hat 73 Einwohner (Stand 1. Jänner 2024). Sie liegt auf dem Gebiet der Katastralgemeinde Goggerwenig.

## Lage
Die Ortschaft im Süden des Bezirks Sankt Veit an der Glan, östlich des Bezirkshauptorts, im Westen der Gemeinde Sankt Georgen im Längsee. Die Ortschaft umfasst:
- das von der Seeberg Straße (B 82) durchschnittene Dorf Goggerwenig, das in Hanglage am Übergang vom Nordrand des Zollfelds zum Sankt Veiter Hügelland liegt
- den Gutshof Keutschachhof nordwestlich des Dorfs
- den Pirkerhof nordwestlich des Dorfs
- eine kleine Häusergruppe westlich des Dorfs an der Seeberg Straße, nahe von Tschirnig
- einige Häuser südwestlich des Dorfs, an der Glan bzw. an der Klagenfurter Schnellstraße nahe bei Glandorf
- drei Häuser östlich des Dorfs, an der Seeberg Straße, nahe Krottendorf

## Geschichte

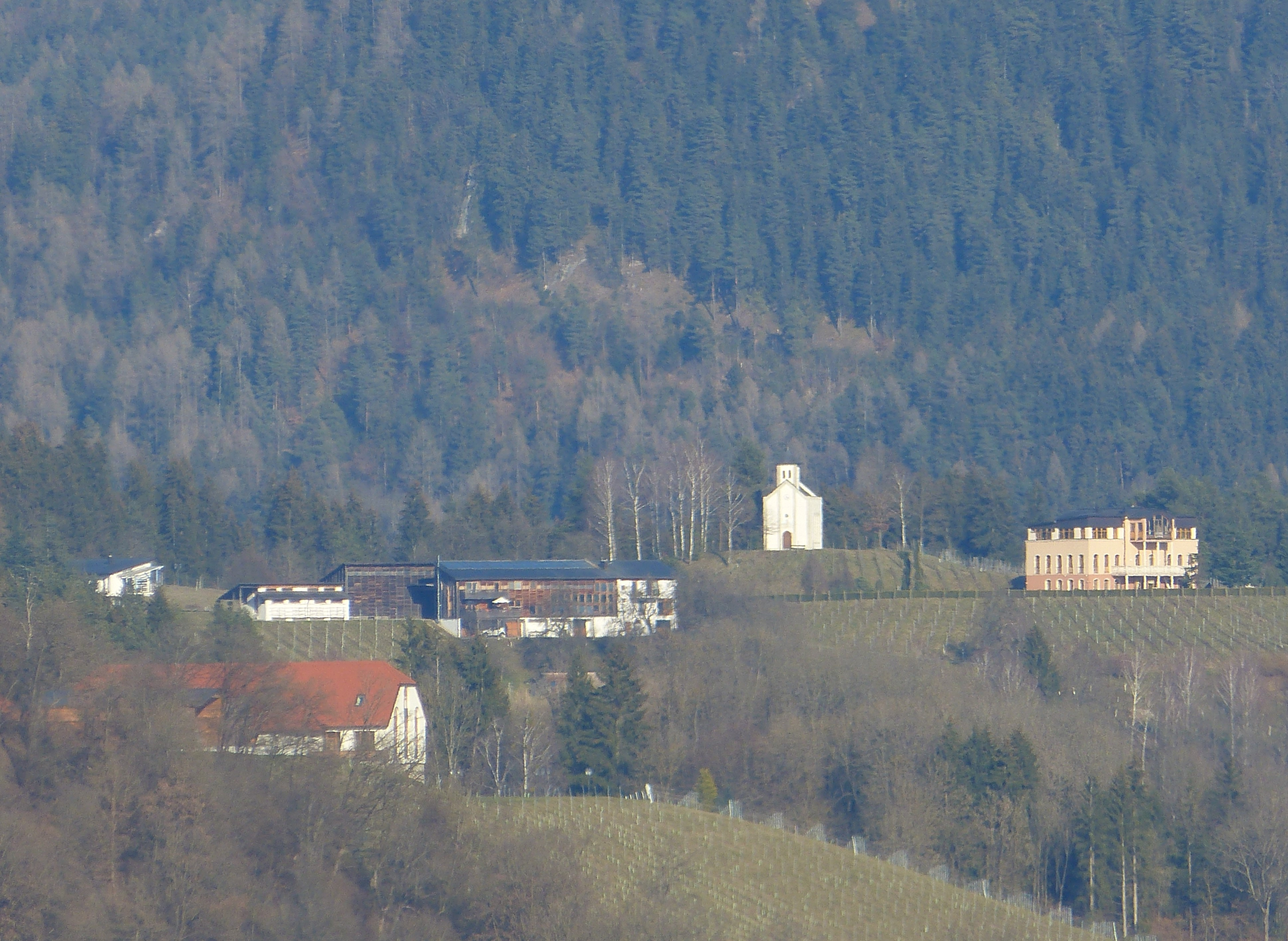
Pirkerhof mit Privatkapelle

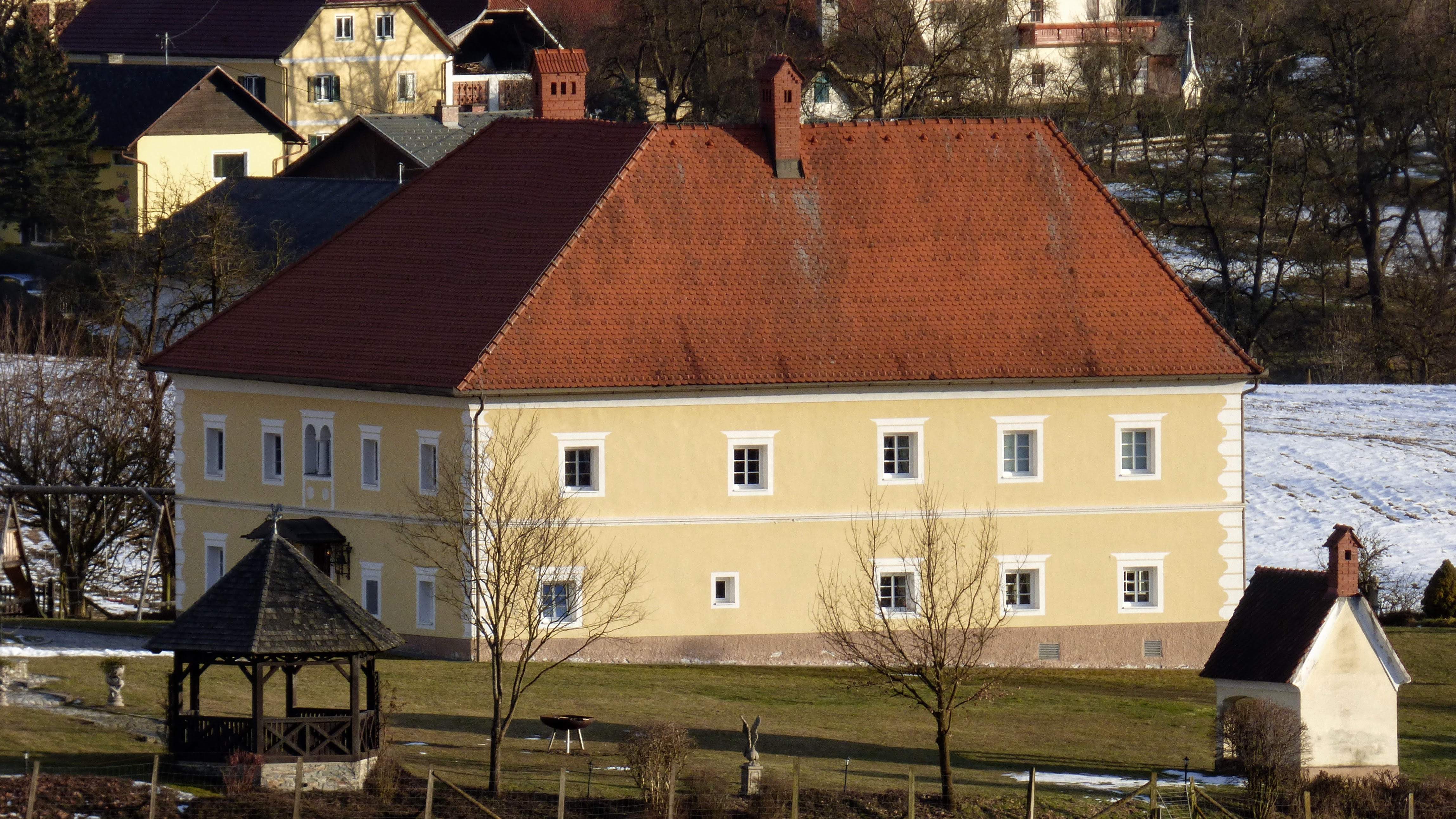
Keutschacherhof

Der Ort wird 1402 als Pökerwenik erwähnt, 1426 als Pogkerwenig. Der Name leitete sich vom slowenischen Podkrvenice ab, das Unterrotenstein bedeutet und wohl ein Gegenstück zum 4 km nordwestlich liegenden Ort Rottenstein war.
Mitte des 17. Jahrhunderts kam der seither Keutschachhof (oder Keutschacherhof) genannte Gutshof nordwestlich des Dorfs durch Heirat an Wolf Sigmund von Keutschach aus der Familie der Keutschacher.
Auf dem Gebiet der Steuergemeinde Goggerwenig liegend, gehörte der Ort in der ersten Hälfte des 19. Jahrhunderts zum Steuerbezirk Osterwitz. Bei Gründung der Ortsgemeinden im Zuge der Reformen nach der Revolution 1848/49 kam der Ort an die Gemeinde Sankt Georgen am Längsee.
1912 wurde die Kronprinz Rudolf-Bahn durch den Ort gebaut. 1962 wurde ein Haus, das durch die Glanregulierung nur mehr über Glandorf erreichbar war, an die Gemeinde Sankt Veit an der Glan abgetreten.
Der Pirkerhof nordwestlich des Dorfs wurde in den letzten Jahrzehnten vom Uhrenproduzenten Alfred Riedl ausgebaut und um Nebengebäude erweitert; Weingärten wurden hier angelegt.

## Persönlichkeiten
- Valentin Pogatschnigg (1840–1917), Verwaltungsjurist und Volkskundler Kärntens
- Martin Hoi (* 1974 in Klagenfurt), Kraftsportler.

## Bevölkerungsentwicklung
Für die Ortschaft zählte man folgende Einwohnerzahlen:
- 1846: 132 Einwohner[3]
- 1869: 17 Häuser, 128 Einwohner[4]
- 1880: 17 Häuser, 141 Einwohner[5]
- 1890: 19 Häuser, 145 Einwohner[6]
- 1900: 19 Häuser, 139 Einwohner[7]
- 1910: 19 Häuser, 148 Einwohner[8]
- 1923: 19 Häuser, 143 Einwohner[9]
- 1934: 173 Einwohner[10]
- 1961: 26 Häuser, 157 Einwohner[11]
- 2001: 30 Gebäude (davon 28 mit Hauptwohnsitz) mit 31 Wohnungen; 98 Einwohner und 13 Nebenwohnsitzfälle; 29 Haushalte; 1 Arbeitsstätte, 12 land- und forstwirtschaftliche Betriebe[12]
- 2011: 30 Gebäude, 90 Einwohner, 26 Haushalte, 4 Arbeitsstätten[13]
- 2021: 31 Gebäude, 74 Einwohner, 28 Haushalte, 15 Arbeitsstätten[14]

Zu den Betrieben im Ort gehören das Wirtshaus Gelter (Auszeichnung als GenussWirt des Jahres 2014) und die Mosterei Kelz.